# Endoiasimyia plumicornis
Endoiasimyia plumicornis är en tvåvingeart som först beskrevs av Sack 1941.  Endoiasimyia plumicornis ingår i släktet Endoiasimyia och familjen blomflugor. Inga underarter finns listade i Catalogue of Life.